# Митянино
Митя́нино (рос. Митянино) — присілок у складі Лосино-Петровського міського округу Московської області, Росія.

## Населення
Населення — 53 особи (2010; 30 у 2002).
Національний склад (станом на 2002 рік):
- росіяни — 94 %